# Dialytrichia
Dialytrichia là một chi rêu trong họ Pottiaceae.